# APAF1
APAF1 (انگلیسی: APAF1) با نامِ کاملِ «فاکتور ۱ فعال‌کنندهٔ پروتئاز آپوپتوتیک» یک هومولوگِ انسانیِ ژنِ «CED-4» در کرم الگانس است.
این ژن یک پروتئین سیتوپلاسمی را کُد می‌کند که یکی از درگاه‌های اصلی و مهم شبکهٔ تنظیمِ مرگ سلولی است.
با اتصال سیتوکروم سی و دئوکسی آدنوزین تری فسفات، این پروتئین یک اُلیگومر آپوپتوزوم تشکیل می‌دهد که «پروکاسپاز ۹» را می‌شکند و آنرا به فرمِ بالغ و فعال‌شده کاسپاز ۹ مبدل می‌کند.